# Erygia reflectifascia
Erygia reflectifascia är en fjärilsart som beskrevs av George Francis Hampson 1891. Erygia reflectifascia ingår i släktet Erygia och familjen nattflyn. Inga underarter finns listade i Catalogue of Life.